# Verdenshovedstad
Verdenshovedstad er en betegnelse, der benyttes af den engelske avis The Independent for at beskrive en hovedstad som et økonomisk og kulturelt magtcentrum. London (hvor avisen har hovedsæde) blev udnævnt til verdenshovedstad i december 2007, efterfulgt af New York og Paris .
1. London
2. New York City
3. Paris
4. Tokyo
5. Chicago
6. Madrid
7. Washington D.C.
8. Los Angeles
9. Rom
10. Mexico City
11. Barcelona
12. San Francisco
13. Berlin
14. Amsterdam
15. Beijing
16. Moskva
17. Toronto
18. Hong Kong
19. Seoul
20. Brüssel
21. Shanghai
22. Singapore
23. Athen
24. Istanbul
25. Sydney
26. København
27. Vancouver
28. Delhi
29. Buenos Aires
30. Sao Paulo
31. Mumbai
32. München
33. Rio de Janeiro
34. Cairo
35. Bangkok
36. Dublin
37. Sankt Petersborg
38. Montreal
39. Frankfurt
40. Edinburgh
41. Melbourne
42. Dubai
43. Glasgow
44. Johannesburg
45. Caracas
46. Lima
47. Zurich
48. Kyiv
49. Kolkata (tidligere Calcutta)
50. Tel Aviv
51. Auckland
52. Havana
53. Lagos
54. Abu Dhabi
55. Casablanca
56. Colombo
57. Riyadh
58. Nairobi
59. Addis Ababa
60. Beirut